# Tik-Tok (Oz)
Tik-Tok este un „om mecanic” fictiv din cărțile despre Oz ale autorului american Lyman Frank Baum. A fost numit „robot-prototip” și este considerat pe scară largă unul dintre primii roboți care au apărut în literatura modernă, cu toate că termenul „robot” nu a fost folosit până în anii 1920, în piesa de teatru R.U.R. a lui Karel Čapek.

## Personajul lui Baum
Tik-Tok (uneori ortografiat Tiktok) este un om mecanic cu corp rotund, din cupru, care funcționează pe arcuri de ceas care trebuie învârtite periodic, precum o jucărie cu cheiță sau un ceas mecanic. El are arcuri separate pentru gândire, acțiune și vorbire. Tik-Tok este incapabil să le învârtă singur. Când mișcările sale se epuizează, el devine înghețat sau mut. Pentru un moment memorabil din Drumul spre Oz, el continuă să vorbească, dar spune nonsensuri. Când vorbește, doar dinții lui se mișcă. Genunchii și coatele sale sunt descrise ca asemănătoare cu cele din armura unui cavaler. Fiind o mașinărie, este destul de puternic, permițându-i să învingă de unul singur o întreagă hoardă de Wheelers fără mari dificultăți, așa cum apare într-o scenă a filmului din 1985 Return to Oz⁠(d).
Baum menționează repetat că Tik-Tok nu este în viață și nu simte emoții. Astfel, el nu poate iubi sau fi iubit mai mult decât o mașină de cusut, dar, ca slujitor, este cu totul sincer și loial. El se descrie pe sine ca un „sclav” al lui Dorothy și se apropie de ea.
Tik-Tok a fost inventat de Smith & Tinker în atelierul lor din regatul Ev. A fost singurul model de acest fel făcut înainte ca cei doi să dispară. A fost cumpărat de regele din Ev, Evoldo, care i-a dat numele Tik-Tok din cauza sunetului pe care îl scotea după ce a fost rănit. Regele crud și-a biciuit și servitorul mecanic, dar loviturile nu i-au cauzat nicio durere, doar corpul rotund al lui Tik-Tok s-a păstrat lustruit.

### Apariții în operele lui Baum

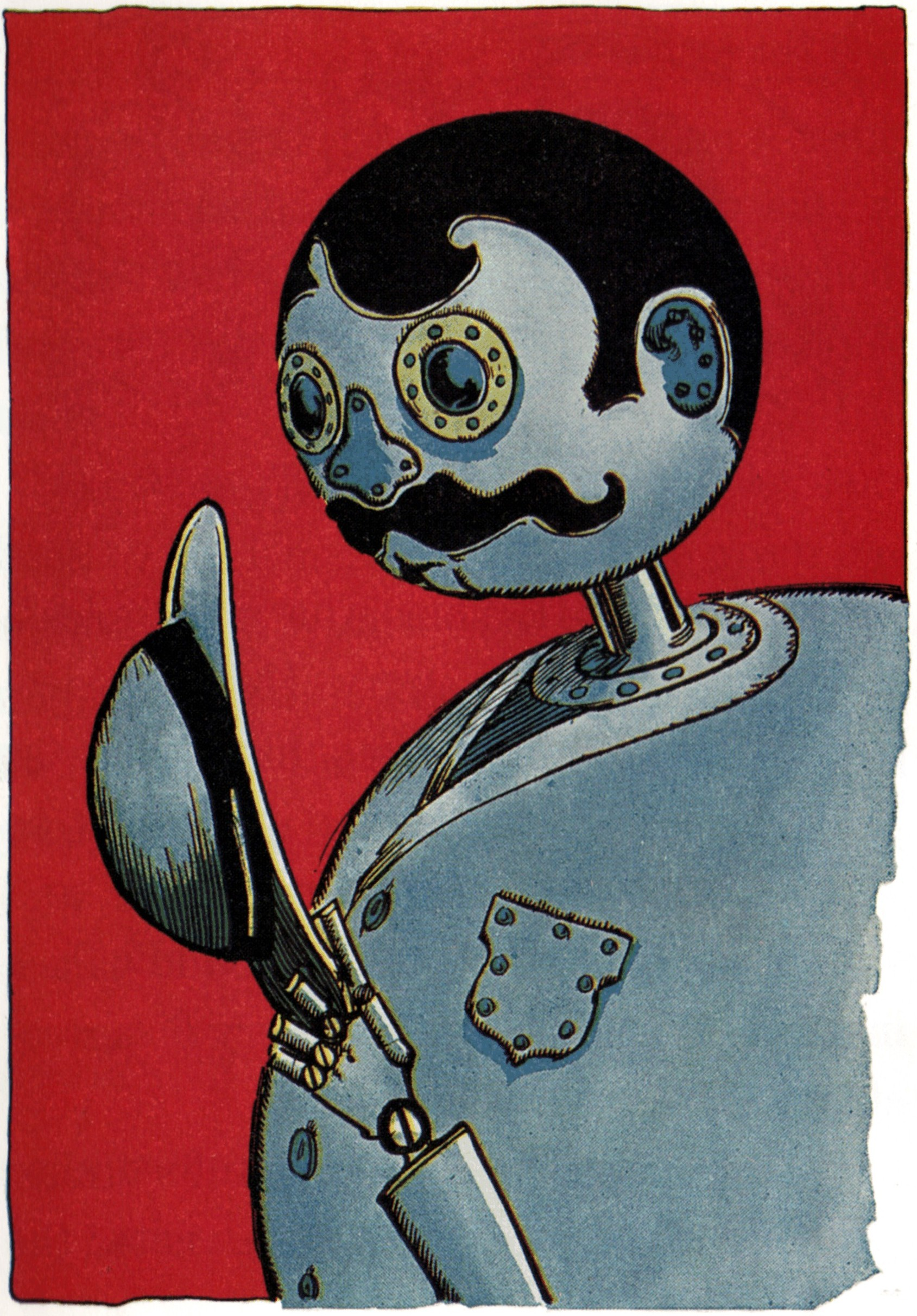
Tik-Tok în Little Wizard Stories of Oz, 1914.

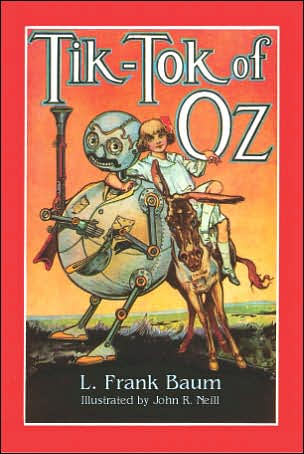
Tik-Tok în Tik-Tok of Oz, 1914.

Tik-Tok apare pentru prima dată în romanul Ozma din Oz⁠(d) (1907), în care Dorothy Gale îl descoperă închis într-o peșteră, rănit și imobil. El ajunge slujitorul și protectorul lui Dorothy și, în ciuda tendinței sale de a fugi în momentele cruciale, ajută la supunerea Regelui Nome. Acest roman introduce, de asemenea, modul monoton și opritor de vorbire al lui Tik-Tok: „Bu-nă dimi-neața, fe-ti-ță”.
Mai târziu, Baum a publicat „Tik-Tok and the Nome King”, o scurtă povestire din colecția Little Wizard Stories of Oz (1914). În această povestire, Regele Nome Ruggedo, înfuriat pentru că Tik-Tok îl numește „nome gras”, îl zdrobește în bucăți. Kaliko l-a reasamblat în secret pe Tik-Tok, dar nu îi spune stăpânului său. Ruggedo l-a confundat apoi pe Tik-Tok reconstruit cu o fantomă. După aceea, este colorat în gri albicios, aparent din greșeală.
The Tik-Tok Man of Oz⁠(d) a fost un muzical de scenă bazat vag din Ozma of Oz; iar piesa a fost ulterior adaptată într-un alt roman numit Tik-Tok of Oz, a opta carte din seria Ținutul lui Oz, publicată la 19 iunie 1914. Cu toate că Tik-Tok este un personaj major în această carte, el nu influențează în niciun fel intriga. Tik-Tok apare, de asemenea, în majoritatea celorlalte romane Oz ca un locuitor notabil al Orașului de Smarald, cel mai proeminent în The Scalawagons of Oz, în care operează producția Scalawagons.

## Apariții în ficțiune pentru adulți
În cartea de benzi desenate Oz Squad, Tik-Tok din „Primăvara morală mecanică internă” (Internal Clockwork Morality Spring) se comportă violent și sexual, deși seamănă foarte mult cu reprezentarea lui Neill.
O versiune oarecum sinistră a lui Tik-Tok este un personaj minor din romanul revizionist Oz Wicked: The Life and Times of the Wicked Witch of the West al lui Gregory Maguire. În roman, tiktok este folosit ca adjectiv pentru orice ființă mecanică sau robotică. Madame Morrible are un servitor tiktok, numit Grommetik⁠(d), a cărui descriere se potrivește cu Tik-Tokul lui Baum; totuși, cheia de vorbire a acestui personaj nu este niciodată învârtită. Acest servitor tiktok îl ucide pe doctorul Dillamond, la ordinul doamnei Morrible. Grommetik devine în cele din urmă independent și, probabil din cauza dezgustului față de lucrurile pe care a fost forțat să le facă, încearcă să stimuleze rebeliunea în rândul tik-tok-urilor.
În romanul Tik-Tok (1983) al lui John Sladek⁠(d), un robot psihopat pe nume Tik-Tok, după ce și-a ignorat circuitele asimov, comite o serie de crime oribile și răspândește haos și vărsare de sânge, devenind ulterior bogat și este ales vicepreședinte al Statelor Unite ale Americii.
Romanul Teama Fundației (1997) al  lui Gregory Benford, cu acțiunea plasată la zeci de mii de ani în viitor, înfățișează un grup de roboți numiți tik-toks, care sunt responsabili cu supravegherea fermelor automate de pe planeta Trantor. O revoltă tik-tok împotriva forțelor Imperiului Galactic joacă un rol major în roman.

## Lucrări ulterioare
Tik-Tok a fost interpretat de Wallace Illington în filmul The Fairylogue and Radio-Plays (1908), care acum este cunoscut doar dintr-o fotografie sau două. În 1913, comedianul James C. Morton l-a jucat pe Tik-Tok în The Tik-Tok Man of Oz, o piesă muzicală de Baum, Louis F. Gottschalk, Victor Schertzinger și Oliver Morosco. Rolul lui Tik-Tok a fost un rol de bărbat heterosexual, similar cu cel al lui David C. Montgomery Tin Woodman din Vrăjitorul din Oz. Tik-Tok nu a apărut în niciuna dintre producțiile The Oz Film Manufacturing Company.
Tik-Tok a apărut în episodul specialul de televiziune Ziua Recunoștinței în Țara Oz (Thanksgiving in the Land of Oz, 1980), cu vocea interpretată de Joan Gerber.
Tik-Tok a fost un personaj principal din Return to Oz⁠(d), ecranizarea Disney a lucrărilor The Marvelous Land of Oz și Ozma of Oz. Picioarele lui sunt foarte robuste și vorbește mai degrabă cu mustața decât cu dinții. În film, el reprezintă toată Armată Regală din Oz, ceea ce este ironic având în vedere nefericirea sa generală, parțial din cauza incapacității personajului din carte de a-și învârti singur mecanismul de ceas. Într-un interviu pentru proiectul Elstree, regizorul Walter Murch⁠(d) a explicat că Tik-Tok a fost interpretat fizic de acrobatul Michael Sundin: „își punea picioarele în picioarele lui Tik-Tok, apoi se apleca uitându-se prin picioare, prin coapse, apoi își încrucișa brațele [pe pieptul său]. A folosit un ecran LCD în interiorul costumului pentru a-și monitoriza mișcările. Din cauza căldurii și efortului fizic de a fi cu susul în jos, potrivit lui Murch, „limita lui Sundin era de două minute și jumătate”. Sean Barrett i-a interpretat vocea, iar Tim Rose a operat de la distanță capul.
Tik-Tok apare și în serialul TV Dorothy și Vrăjitorul din Oz (2017), cu vocea lui Jess Harnell⁠(d). La fel ca și în cărți, Tik-Tok a fost creat de Smith & Tinker.

## Alte apariții
Designul lui Tik-Tok a fost folosit în jocul video Epic Mickey 2⁠(d) ca design pentru Beetleworx „Basher”.